# Victor Adler
Victor Adler (ur. 24 czerwca 1852 w Pradze, zm. 11 listopada 1918 w Wiedniu) – austriacki polityk, założyciel ruchu socjaldemokratycznego w Austro-Węgrzech.

## Życiorys
Pochodził z żydowskiej rodziny kupieckiej z Pragi. Studiował medycynę. W polityce początkowo zaangażował się w związki z ruchem niemieckonarodowym, mając pewien wpływ na jego program. W 1881 zaczął się jednak skłaniać na stronę idei socjaldemokratycznych. Spotykał się m.in. z Engelsem i Liebknechtem. W 1886 założył czasopismo Gleichheit („Równość”), a w 1889 gazetę Arbeiterszeitung („Gazeta Robotnicza”). Na przełomie 1888 i 1889 zorganizował zjazd socjaldemokratyczny w Hainfeld, podczas którego – z jego inicjatywy – powstała Socjaldemokratyczna Partia Robotnicza Austrii (Adler został jej pierwszym przywódcą), a także przyjęto opracowany przez niego program partii. Jednym z elementów, który doprowadził do zjednoczenia istniejących wcześniej grupek działaczy była m.in. charyzma Adlera, który potrafił zebrać ich wokół własnej osoby.
Adler nie był radykalnym socjalistą, choć jego działalność powodowała początkowo liczne konflikty z ówczesnym wymiarem sprawiedliwości. Głosił m.in. potrzebę współpracy robotników z wszystkich części Austro-Węgier w ramach wspólnego państwa wielonarodowego. Choć wśród jego haseł pojawiała się konieczność rewolucji, w praktyce orientował swoją politykę na pokojową opozycję wobec istniejącego systemu politycznego i ugrupowań.
W 1905 Adler został deputowanym dolnoaustriackiego sejmu krajowego i członkiem Izby Deputowanych austriackiej Rady Państwa. Działał na rzecz zniesienia kurialnego systemu wyborczego, co wkrótce zostało urzeczywistnione. Dążył też do pełnego zjednoczenia ruchu socjaldemokratycznego monarchii (co wynikało z programu narodowościowego socjaldemokratów opracowanego przezeń w 1899), nie zdołał jednak zapobiec opuszczeniu jego partii przez działaczy czeskich w 1911.
Był też zwolennikiem pokojowego rozwiązywania konfliktów między państwami, jednak w 1914 poparł wywołanie I wojny światowej przez Austro-Węgry uznając, że jest to wojna obronna – był później z tego powodu mocno krytykowany również w ramach swojego stronnictwa, starał się też doprowadzić do pokoju.
Przed śmiercią, przez kilkanaście dni listopada 1918 był ministrem spraw zagranicznych Austrii w pierwszym rządzie tzw. „I Republiki”, którego kanclerzem był Karl Renner; był też członkiem powołanego wówczas Zgromadzenia Konstytucyjnego. Proponował wówczas przyłączenie Austrii do Niemiec.
Jego synem był Friedrich Adler, zabójca księcia Karla Stürgkha, premiera Austrii.
Pochowany na Cmentarzu Centralnym w Wiedniu.